# Salal (Txad)
Salal (en àrab سلال, Salāl) és una ciutat de Txad, situada 380 quilòmetres al nord de N'Djamena, a la carretera de Faya-Largeau. Salal és la segona ciutat més gran després de Moussoro a la regió de Bahr el Gazel.
Durant el conflicte amb Líbia, l'any 1978, s'hi va instal·lar una guarnició. El 15 d'abril de 1978, les forces de FROLINAT liderades per Goukouni Oueddei, va prendre el control de Salal abans de marxar cap al sud de la capital txadiana, N'Djamena.

## Demografia
|      | Població |
| ---- | -------- |
| 1993 | 471      |
| 2009 | 4.996    |